# Francesco Maria Imperiale Lercari
Pour les articles homonymes, voir Lercari.
Francesco Maria Imperiale Lercari (né en 1629 - mort en 1712) était un noble italien du XVIIe siècle, qui fut doge de Gênes et roi de Corse de 1683 à 1685. Entré en conflit avec Louis XIV, il fut contraint de venir s'humilier devant lui à Versailles.

## Biographie
La famille Imperiale s'appelait originellement Tartaro et était originaire de Crimée. Francesco Maria Imperiale Lercari est élu doge de Gênes en 1683, par la même occasion roi de Corse. Bravant avec superbe les demandes françaises, il provoque le courroux de Louis XIV en vendant des munitions aux corsaires barbaresques de la régence d'Alger, incitant ce dernier à envoyer sa flotte bombarder la ville de Gênes en mai 1684. À la suite de cette violente punition, le doge-roi et deux des principaux sénateurs (quatre sénateurs au total) vinrent à Versailles se prosterner et s'humilier devant le roi. Une fois la cérémonie terminée et ayant visité Versailles, le duc de Luynes demanda au doge ce qui l'avait le plus impressionné. Le doge lui répondit ceci : Mi chi !, ce qui signifie « Moi ici ! ». En effet, le doge de Gênes avait l'interdiction de quitter sa ville sous peine d'être déchu. Mais Louis XIV avait demandé une dérogation à cette loi afin que les Génois ne diminuent rien à leur humiliation.
En outre le doge se rend à Versailles avec un grand manteau de velours pourpre qui était une habile promotion commerciale. En effet, la cour de France profite de la présence de la délégation génoise pour acheter de grandes quantités de velours, payant ainsi la reconstruction de la ville.
Son épouse était Emilia Brignole, de la famille Brignole.